# Herbert A. Cahn
Herbert Adolf Cahn (Francoforte sul Meno, 28 gennaio 1915 – Basilea, 2 aprile 2002) è stato un numismatico, archeologo e commerciante di monete tedesco naturalizzato svizzero dal 1949.

## Biografia
Herbert A. Cahn veniva da una famiglia di commercianti di monete di Francoforte. Il nonno, Adolph Emil Cahn (1840–1918), fondò una ditta di commercio di monete, che in seguito organizzò importanti aste. Il padre Theodor Cahn (1877–1924) e lo zio Julius Cahn (1871–1935) guidarono assieme l'azienda paterna fino alla prima guerra mondiale. Anche da studente collaborò all'azienda di famiglia e curò notevoli cataloghi di vendita per le collezioni di monete. Iniziò gli studi di archeologia classica, di storia antica e di filologia classica all'Università di Francoforte, e dopo l'emigrazione forzata a Basilea nel 1933, proseguì lì gli studi ed ottenne il Ph.D. nel 1940. A Francoforte il suo insegnante era Ernst Langlotz, a Basilea Ernst Pfuhl.
Nel 1933 fondò, con il fratello Erich B. Cahn, la Münzhandlung Basel, dal 1942 Münzen und Medaillen AG, che divenne uno dei più importanti venditori di monete del mondo. Poiché la ditta trattava anche le antichità Herbert Cahn, dopo il 1988, trasferì questa parte dell'attività in una nuova ditta, la H.A.C. Kunst der Antike. Divenne così uno dei più importanti venditori di antiche e oggetti d'arte del suo tempo.
Oltre al commercio di monete, Herbert Cahn fu sempre anche collegato con il mondo scientifico della numismatica antica e l'archeologia classica. Di conseguenza divenne nel 1964 docente alla Università di Heidelberg, e dal 1971 divenne professore emerito. Qui introdusse numerosi studenti nel mondo della monete antiche. Dal 1983 insegnò all'Università di Friburgo in Brisgovia.
Con Karl Schefold nel 1956 fu coinvolto nella fondazione della Vereinigung der Freunde Antiker Kunst (Società degli amici dell'arte antica) e nel 1960 nella mostra, svoltasi a Basilea, "Meisterwerke griechischer Kunst" (Capolavori dell'arte greca): Da questa attività si giunse alla fondazione del Antikenmuseum Basel, aperto nel 1966. Dal 1970 al 1986 è stato membro del consiglio della Schweizerische Numismatische Gesellschaft, dal 1949 al 1964 redattore del Schweizer Münzblätter e dal 1981 al 1987 del Schweizerische Numismatische Rundschau. Nel 1971 gli fu conferita la medaglia della Royal Numismatic Society.
Il suo interesse principale era la numismatica greca; le sue opere sulle monete di Naxos e Knidos sono ancora i lavori di riferimento. Inoltre ha pubblicato ricerche in molti altri ambiti della numismatica antica, come alcuni lavori fondamentali sulle monete del IV secolo a.C., sui vasi greci e in altri aspetti dell'arte antica.
Herbert Cahn ha sempre considerato le monete antiche come parte dell'arte antica; considerò la numismatica anche come una componente dell'archeologia classica. Privatamente collezionò frammenti di vasi antichi, creando una delle più grandi e importanti collezioni del mondo, che dà un quadro d'insieme sulla produzione ceramica antica.

### Pubblicazioni (scelta)
- Die Münzen der sizilischen Stadt Naxos. Ein Beitrag zur Kunstgeschichte des griechischen Westens. Basel 1944. [= Diss. Basel 1940]
- Frühhellenistische Münzkunst. Basel 1945.
- Griechische Münzen archaischer Zeit. Basel 1947.
- Knidos. Die Münzen des 6. und des 5. Jahrhunderts vor Christus. Berlin 1970.
- Kleine Schriften zur Münzkunde und Archäologie. Basel 1975.

### Festschrift
- Festschrift Herbert A. Cahn. Zum 70. Geburtstag gewidmet und herausgegeben vom Circulus Numismaticus Basiliensis. Basel 1985.

### Tributi
- Carmen Biucchi: Schriftenverzeichnis Herbert A. Cahn 1929–1974. In: Herbert A. Cahn: Kleine Schriften zur Münzkunde und Archäologie. Basel 1975. pp. 8–14.
- Bibliographie Herbert A. Cahn, 1975–1984. Antike Kunst 28 (1985) pp. 5–6.
- Hans Voegtli: Bibliographie Herbert A. Cahn. In: Festschrift Herbert A. Cahn. Zum 70. Geburtstag gewidmet und herausgegeben vom Circulus Numismaticus Basiliensis. Basel 1985. pp. XIII-XV.
- Peter Berghaus: Herbert A. Cahn. In: Numismatisches Nachrichten Blatt 43, 2 (1994) pp. 31–32.
- Silvia Hurter: «Gratulamur!», in Schweizer Münzblätter 45 (1995) p. 1.
- Dietrich Willers: Herbert A. Cahn achtzigjährig, Karl Schefold neunzigjährig. In: Antike Kunst 38 (1995) S. 63-64
- Bibliographie Herbert A. Cahn, 1985–1995. Antike Kunst 38 (1995) pp. 66–67.
- Martin Flashar: Archäologe aus Passion – Zum Tod von Herbert A. Cahn. In: Badische Zeitung vom 11. April 2002.
- Dieter Koepplin: Professor Herbert A. Cahn zum Gedenken. In: Basler Zeitung Nr. 86 vom 13./14. April 2002, p. 31.
- Silvia Mani Hurter, Markus Peter: Zum Gedenken an Herbert A. Cahn. In: Schwerische Numismatische Rundschau 81 (2002) pp. 4–6.
- Ute Wartenberg: Herbert A. Cahn, 1915–2002. In: American Numismatic Society Magazine 1, 2 (2002) p. 33.
- Ute Wartenberg: Herbert A. Cahn, 1915–2002. In: The Celator 16, 9 (2002) p. 32.
- Christof Boehringer: Herbert A. Cahn, Frankfurt am Main 28. Januar 1915 - 4. April 2002 Basel. In: Commission Internationale de Numismatique, Compte rendu 49 (2002), pp. 119–126.
- Adrienne Lezzi-Hafter: Zum Gedenken an Herbert Cahn, 1915–2002. In: Antike Kunst 46 (2003) S. p.
- Hans Voegtli: Bibliographie Herbert A. Cahn, 1995–2002. In: Antike Kunst 46 (2003) p. 4.

### Catalogo della collezione di vasi Cahn
- Herbert A. Cahn: Handliste zur Ausstellung Attische Meisterzeichnungen. Vasenfragmente der Sammlung Herbert A. Cahn, Basel. Archäologische Sammlung der Universität Freiburg i.Br., Univ.-Bibliothek, 31. Oktober 1988 - 31. März 1989. Freiburg 1988.
- Der zerbrochene Krug. Vasenfragmente klassischer Zeit aus Athen und Grossgriechenland. Sammlung H. A. Cahn. Ausstellung im Antikenmuseum Basel und Sammlung Ludwig (13. Juni - 31. Oktober 1991). [Katalog bearbeitet von: Vera Slehoferova (attische Fragmente Nr. 1-30), Margot Schmidt (unteritalische Fragmente Nr. 31-116)]. Basel 1991.
- Bettina Kreuzer: Frühe Zeichner: 1500 - 500 vor Chr. Ägyptische, griechische und etruskische Vasenfragmente der Sammlung H. A. Cahn, Basel. Eine Ausstellung des Freundeskreises der Archäologischen Sammlung der Universität Freiburg i. Br., 4. Dezember 1992 bis 4. April 1993, Universitätsbibliothek. Waldkirch 1992.
- Herbert A. Cahn: Griechische Vasenfragmente der Sammlung Herbert A. Cahn, Basel : Teil 2 [der Ausstellung], Die attisch-rotfigurigen Fragmente / [Ausstellung "Meisterzeichnungen aus Hellas", ... Kestner Museum, Hannover]. Hannover 1993.
- Alexandre Cambitoglou, Jacques Chamay: Céramique de Grande Grèce. La collection de fragments Herbert A. Cahn [à l'occasion de l'Exposition Morceaux Choisis - Céramique de Grande Grèce, la Collection de Fragments Herbert A. Cahn, Musée d'Art et d'Histoire, Genève, 26 mars - 7 septembre 1997]. Kilchberg/Zürich 1997.

### Cataloghi d'asta della collezione Cahn
- Münzen und Medaillen AG, Auktion 87: Sammlung Herbert A. Cahn: Europäische Münzen vom Mittelalter bis zum Barock. Donnerstag, den 4. Juni 1998. Basel 1998.
- Jean-David Cahn AG, Auktion 3: Kunstwerke der Antike: Sammlung Tilly und Herbert A. Cahn, Sammlung Pierre Strauss : griechische, etruskische, römische und ägyptische Kunstwerke. Auktion 18. Oktober 2002. Basel 2002.